# Adil Quliyev
Adil Hüseyn oğlu Quliyev (ur. 22 listopada 1922 w Baku, zm. 16 grudnia 1992 tamże) – radziecki wojskowy, pułkownik, Bohater Związku Radzieckiego (1945).

## Życiorys
Urodził się w azerskiej rodzinie chłopskiej. Skończył szkołę w Baku, od 1941 służył w Armii Czerwonej, w 1942 ukończył wojskową szkołę lotniczą w Stalingradzie, od października 1942 uczestniczył w wojnie z Niemcami. Walczył na niebie Białorusi, krajów bałtyckich i Prus Wschodnich, 14 marca 1943 został zestrzelony, zdołał wyskoczyć na spadochronie. Był zastępcą dowódcy i nawigatorem eskadry 65 gwardyjskiego pułku lotnictwa myśliwskiego 4 Gwardyjskiej Dywizji Lotnictwa Myśliwskiego 1 Gwardyjskiego Korpusu Lotnictwa Myśliwskiego 3 Armii Powietrznej 1 Frontu Nadbałtyckiego w stopniu kapitana. Od 1943 należał do WKP(b), do 10 września 1944 wykonał 141 lotów bojowych, w 38 walkach powietrznych strącił 15 samolotów wroga. Po wojnie kontynuował służbę w Siłach Powietrznych ZSRR, w 1956 ukończył Akademię Wojskowo-Powietrzną w Monino, w 1966 został przeniesiony do rezerwy w stopniu pułkownika.

## Odznaczenia
- Złota Gwiazda Bohatera Związku Radzieckiego (23 lutego 1945)
- Order Lenina (23 lutego 1945)
- Order Czerwonego Sztandaru (trzykrotnie - 9 października 1943, 26 lipca 1944 i 17 września 1944)
- Order Aleksandra Newskiego (31 lipca 1945)
- Order Wojny Ojczyźnianej I klasy (dwukrotnie - 19 sierpnia 1944 i 6 kwietnia 1985)
- Order Czerwonej Gwiazdy (15 marca 1943)

I medale.